# Biesendahlshof
Biesendahlshof ist ein Ortsteil der Gemeinde Casekow im Landkreis Uckermark im Nordosten des Landes Brandenburg. 

## Geografie und Verkehrsanbindung
Biesendahlshof liegt südlich des Kernortes Casekow an der östlich verlaufenden Landesstraße L 272. 
Westlich und nördlich verläuft die A 11 (= E 28), in die von Norden her die A 20 einmündet und als B 166 nach Süden weiterführt.

### Naturschutzgebiete
Das 310,45 ha große Naturschutzgebiet Blumberger Wald, das am 16. Mai 1990 unter Naturschutz gestellt wurde, liegt westlich.

## Geschichte
Biesendahlshof gehörte als Wohnplatz der Gemeinde Woltersdorf bis 1945 zur Provinz Pommern. Danach erhielt der Ort den Status einer eigenständigen Gemeinde. Am 26. Oktober 2003 wurde Biesendahlshof nach Casekow eingemeindet.

## Söhne und Töchter des Ortes
- Jürgen Bogs (* 1947), Fußballtrainer